# Evangelina Sobredo Galanes
Evangelina Sobredo Galanes, besser bekannt als Cecilia (* 11. Oktober 1948 in El Pardo, Madrid; † 2. August 1976 in Colinas de Trasmonte, Provinz Zamora), war eine spanische Sängerin und Liedermacherin. Sie erlangte große Popularität mit Liedern wie Un ramito de violetas, Mi querida España, Dama, dama oder Amor de medianoche, das in den 1970er Jahren in Spanien ein Hit war. Auf dem Höhepunkt ihres Erfolges starb sie im Alter von nur 27 Jahren bei einem Autounfall.

## Leben

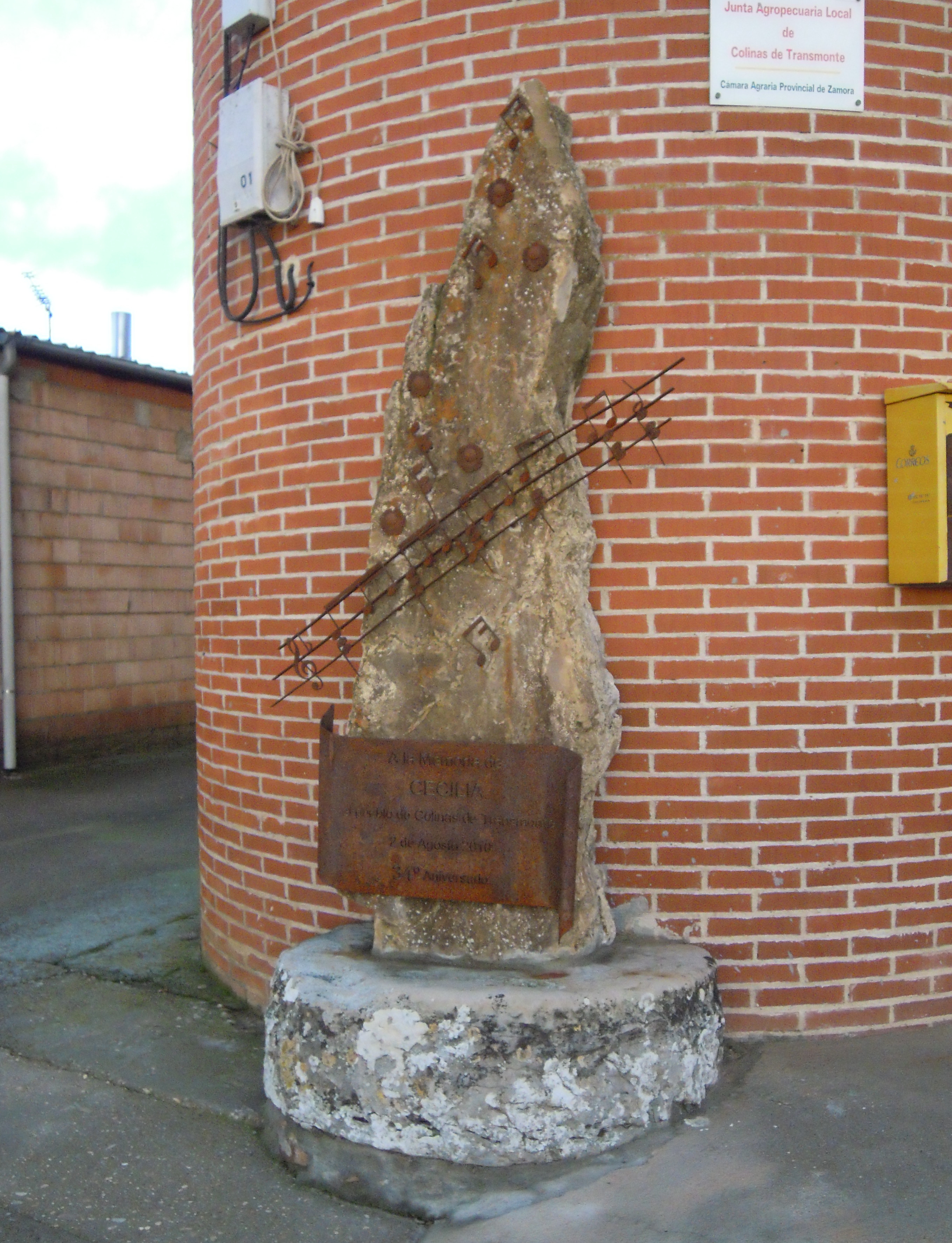
Denkmal für die Sängerin in Colinas de Trasmonte

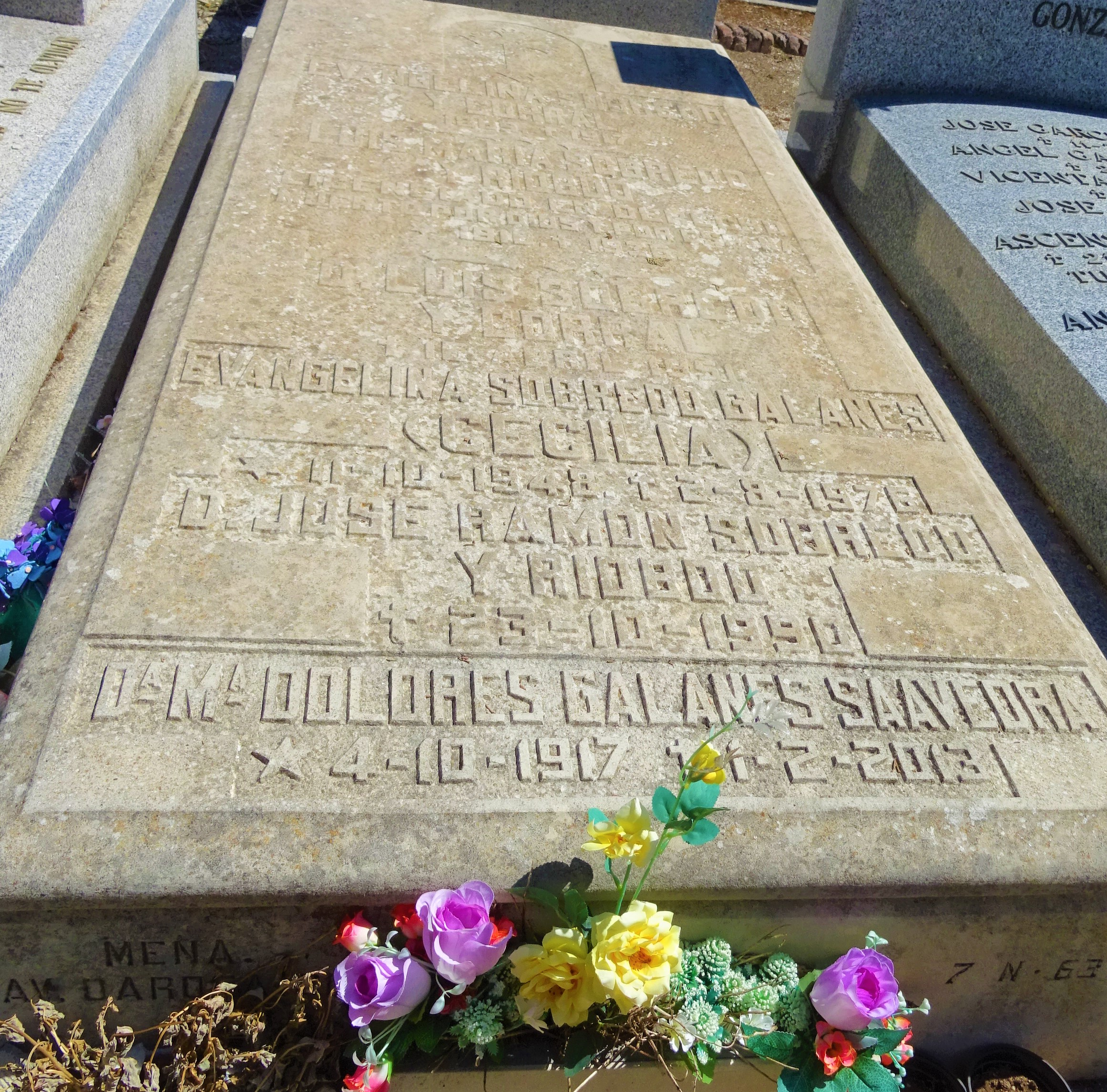
Ruhestätte auf dem Cementerio de la Almudena in Madrid.

Cecilia wurde als eines von acht Kindern des Offiziers und Diplomaten José Ramón Sobredo y Rioboo (1909–1990) und María Dolores Galanes Saavedra (1917–2013) geboren. Durch den Beruf des Vaters wuchs sie im Vereinigten Königreich, in den Vereinigten Staaten, in Portugal, Algerien und Jordanien. Sie lernte neben Spanisch auch Englisch und ihre ersten Texte als Liedermacherin waren in beiden Sprachen. Später entschied sie sich für Spanisch. Sie begann ein Jurastudium, das sie jedoch abbrach, um sich ganz der Musik zu widmen und eigene Texte zu verfassen.
Ihre Erzieherin, eine amerikanische Nonne, ermutigte sie früh dazu, Gitarre zu spielen und zu singen. Im Alter von 14 Jahren begann sie, eigene Lieder zu komponieren, und mit 16 Jahren gewann sie einen nationalen Liedermacher-Wettbewerb. Danach spielte sie mit Ignacio Sáenz de Tejada und Julio Seijas unter dem Namen Expresión eine erste Single mit den Liedern Try catch the sun und Have you ever had a blue day?, in englischer Sprache mit bluesigem Folk-Einschlag gesungen, ein. Trotz des anfänglichen Erfolgs löste sich die Gruppe wieder auf. Mit Julio Seijas arbeitete sie aber weiterhin zusammen. Später hatte sie eine Beziehung mit dem Musiker Luis Gómez-Escolar, mit dem sie an mehreren Werken zusammenarbeitete.
1971 unterzeichnete sie einen Vertrag mit CBS, die damals einen spanischen Zweig gründete. Sie nahm den Künstlernamen Cecilia an, weil Eva bereits vergeben war und der von ihr bewunderte Song Cecilia von Simon & Garfunkel bei CBS veröffentlicht worden war. Sie nahm eine erste Solosingle mit den Liedern Mañana und Reuníos auf – letzteres war ein Plädoyer für die Rückkehr der damals gerade aufgelösten Beatles. Die Platte war zwar kein großer Erfolg, aber ein Novum in einer Szene, die von französisch geprägten Singer-Songwritern wie Mari Trini, Joan Manuel Serrat und Luis Eduardo Aute dominiert wurde.
Ihr erstes Album, Cecilia (1972), enthielt Lieder auf Spanisch und Englisch. Ein sozialkritisches Lied aus diesem Album, Dama, Dama (eine Kritik an falscher puritanischer Einstellung), wurde ein Hit, ebenso wie das existenzielle Nada de nada, Mi gata Luna, Fui und Señor y dueño. Das Cover stammt von dem Fotografen Paco Ontañón, der Cecilia mit einem Boxhandschuh an der rechten Hand abbildete, in Anspielung auf die kompromittierenden Texte des Albums. Es ist auch eine klare Anspielung auf den Song The Boxer von Simon & Garfunkel. 
Ihr zweites Album, Cecilia 2 (1973), zeigt auf dem Cover erneut ein Foto von Paco Ontañón, das eine Schwangerschaft vorgibt. Die Songs auf diesem Album behandeln ein breites Themenspektrum, sind aber immer sehr persönlich. Es geht um Erinnerungen, Cuando yo era pequeña, um Ökologie, Mi ciudad, oder das Leben, Me quedaré soltera, dessen Thema wegen seines feministischen Ansatzes umstritten war. Si no fuera porque… reflektiert über Selbstmord, während Un millón de sueños auf den Spanischen Bürgerkrieg Bezug nimmt. Weitere Lieder handeln von einer existenziellen, elegischen und traurigen Liebe (Canción de amor, Me iré de aquí). Nur Andar, das Eröffnungsstück des Albums, entkommt dieser Traurigkeit und erscheint voller Lebensfreude. Das Album konnte nicht an den Verkaufserfolg des vorherigen anknüpfen, obwohl es von der Kritik gelobt wurde.
Ihr drittes Album, Un ramito de violetas (1975), wurde ihr größter Erfolg. Der Titelsong war der erfolgreichste Song auf dem Album. Das Cover und die Innenhülle wurden von Cecilia selbst gestaltet, die Lieder jeweils mit einem naiven Gemälde versehen. Televisión Española beschloss, sie als Vertreterin Spaniens auf dem OTI Festival 1975 auftreten zu lassen, wozu sie nur widerwillig bereit war, da sie Festivals nicht mochte. Das ausgewählte Lied war La llamada, komponiert von Juan Carlos Calderón. Da ihr der Text nicht zusagte, wurde er schließlich vollständig ersetzt und das Lied wurde in Amor de medianoche umbenannt und belegte den zweiten Platz. Später nahm Cecilia das Lied in eine Kompilations-LP mit demselben Namen auf.
1976 veröffentlichte sie noch zwei Singles zu veröffentlichen. Die erste enthielt Tú y yo und Una guerra, wobei der zweite Titel eine weitere Anspielung auf den Bürgerkrieg war. Diese Single wurde in den zahllosen nachfolgenden Kompilationen nie mehr wiederveröffentlicht. Die andere in diesem Jahr veröffentlichte Single hatte die Titel A Million Reasons und Come the Wind und wurde in den Vereinigten Staaten veröffentlicht. Zum Zeitpunkt ihres Todes arbeitete sie an einem Projekt für den Einstieg in den nordamerikanischen Markt.
Cecilia verstand es, die britische und amerikanische Musik, die sie in ihrer Jugend und während ihrer Aufenthalte im Vereinigten Königreich und in den Vereinigten Staaten gehört hatte, mit spanischer Musik und Literatur zu verbinden, und das alles mit einer ganz persönlichen Note. Ihr Werk enthält Bezüge zu so unterschiedlichen Stilen wie Blues, Rock, Pop, Bossa-Nova, traditioneller spanische Musik und Kabarettliedern. Ihre Texte sind dem Existenzialismus und feministischen Protestsongs zuzuordnen. Zu den angelsächsischen Künstlern, die sie bewunderte, gehörten die Beatles, Paul Simon, Bob Dylan und Joan Baez. Sie war auch eine unersättliche Leserin klassischer spanischer Literatur, wie ihre Schwester Teresa in der TVE-Dokumentation 20 años sin Cecilia („20 Jahre ohne Cecilia“) berichtete. 
Wie viele andere Künstler hatte auch Cecilia während der Franco-Diktatur Probleme mit der Zensur in Spanien. Einige Texte mussten geändert werden, bestimmte Lieder wurden von den Alben gestrichen und Cover wurden ersetzt. Unter den Titeln, die für eine Veröffentlichung verboten wurden, befand sich zum Beispiel das Lied Soldadito de plomo, eine Kritik an der Armee. Das problematischste Album war in dieser Beziehung Cecilia 2, das den Titel Me quedaré soltera („Ich bleibe Single“) tragen sollte und für dessen Cover ein Foto von Pablo Pérez-Mínguez vorgesehen war, auf dem Cecilia ihre Schwangerschaft zeigt. Die Plattenfirma verwarf die Idee, änderte den Titel des Albums und verwendete ein diskreteres Foto. Über das Lied Un millón de sueños wurde vor dem Zensurgericht verhandelt. Der ursprüngliche Titel lautete Un millón de muertos in Anlehnung an den gleichnamigen Roman von José María Gironella. Die Anspielung auf den Spanischen Bürgerkrieg war direkt. Cecilia erklärte aber, dass es sich um ein Lied über den Sechstagekrieg handele, den sie persönlich miterlebt habe, und das Thema wurde bis auf den Titel nicht geändert, auch wenn es von der Zensur als „nicht radiotauglich“ eingestuft und eine Zeit lang aus den Radioprogrammen genommen wurde.
Am frühen Morgen des 2. August 1976 starb Cecilia bei einem Verkehrsunfall auf der N-525 in der Ortschaft Colinas de Trasmonte, nahe Benavente. Sie war auf dem Rückweg von einem Konzert in Pontevedra als der tödliche Unfall passierte. Ihr Fahrzeug prallte in der Ortschaft an einer unbeleuchten Straße mit überhöhter Geschwindigkeit in das Heck eines Ochsenkarrens. Cecilia starb auf der Stelle. Sie wurde von ihrer Band begleitet, die aus drei Musikern bestand, von denen zwei wie das Ehepaar in dem Ochsenkarren mit Verletzungen gerettet werden konnten, aber der Schlagzeuger Carlos de la Iglesia war ebenfalls sofort tot. 
Cecilia wurde auf dem Cementerio de la Almudena in Madrid beigesetzt.

## Nachleben
In den Wochen nach ihrem Tod, vom 14. bis 27. August stand Cecilia erstmalig auf Platz 1 der Los 40 Principales. Im September 1976, einen Monat nach ihrem Tod, wurde eine posthume Single mit den Titeln El viaje und Lluvia.
1983 beschloss CBS, einige der Songs zu veröffentlichen, die Cecilia sowohl im Studio als auch auf Demos aufgenommen hatte, die aber nicht vollständig produziert worden waren. Juan Carlos Calderón, ihr ehemaliger Produzent und Arrangeur, war in Zusammenarbeit mit Julio Seijas für die Produktion und das Arrangement verantwortlich. Das Album mit dem Titel Canciones inéditas erlangte einen gewissen Bekanntheitsgrad, wurde aber nicht so häufig verkauft und vertrieben wie die vorherigen Werke.
1991 wurde ein Best-of-Album mit zwanzig digital edierten Songs veröffentlicht. Anlässlich ihres 20. Todestages veröffentlichte CBS/Sony 1996 eine Doppel-CD mit dem Titel Desde que tú te has ido, auf der Cecilia posthum Duette mit Sängern wie Merche Corisco, Miguel Bosé, Ana Belén, Manolo Tena, Julio Iglesias und Soledad Jiménez singt. Für das Titellied wurde Cecialias Part von Juan Carlos Calderón aus einem Demo rekonstruiert und digitalisiert, das Cecilia testweise solo mit Gitarre aufgenommen hatte. RTVE strahlte den Dokumentarfilm 20 años sin Cecilia aus.
Im Jahr 2006 erschien Un millón de sueños, eine Doppel-CD und DVD, die eine breite Auswahl von Cecilias Werken enthält.
Im September 2011 wurde bei Rama Lama Music ein weiteres posthumes Werk, Cecilia unpublished in concert, veröffentlicht. Es ist eine Sammlung von Outtakes aus Cecilias Auftritten in Radiostudios. Neben ihren eigenen Liedern enthält es von Cecilia gesungene Lieder anderer Interpreten, wie We Shall Overcome, Bridge over troubled water und The Boxer sowie Blowin’ in the Wind. Ebenfalls enthalten ist Daddy don't put out the light, das erste von Cecilia komponierte Lied. Einige der Songs unterscheiden sich erheblich von den Versionen in der CBS-Diskographie. Anlässlich der Präsentation des Werks am 17. Oktober 2011 wurde die Veröffentlichung ihrer ersten Biografie angekündigt, die von dem Journalisten José Madrid verfasst wurde. Die Biografie mit dem Titel Equilibrista, la vida de Cecilia wurde schließlich im Dezember desselben Jahres veröffentlicht und fand großen Beifall bei ihren Anhängern und der Fachkritik, die die reichhaltige Dokumentation sowie die Einbeziehung der persönlichen Korrespondenz der Künstlerin und der Zeugnisse ihrer Freunde, Familie und Kollegen schätzte.
Im Jahr 2012 wurde, ebenfalls bei Rama Lama Music, neues, unveröffentlichtes Material von Cecilia auf einem Album veröffentlicht, von dem der Titel Mi muñeca, der 1976 aufgenommen und 2012 wiedergefunden und arrangiert wurde, eine Single ist. Das Album enthält vier Lieder, die nie in Cecilias eigener Version veröffentlicht wurden: Día tras día, ¿Donde irán a parar?, Cíclope und Mi muñeca, sowie neun Titel aus der offiziellen Diskografie, allerdings in einer Demoversion, die aufgrund von Zensur oder Forderungen von CBS in den zuerst veröffentlichten Versionen Unterschiede in den Texten aufwies. 2013 veröffentlichte Rama Lama Music weiteres unveröffentlichtes Material von Cecilia auf einer CD mit dem Titel Diálogos, auf der 15 Demos und unvollendete Songs zusammengestellt wurden.
Anlässlich ihres 40. Todestages wurde eine Acht-CD-Box Todo Cecilia 40 Aniversario (1948–1976) produziert, die alle bisher erschienenen Produktionen sowohl von CBS als auch von Rama Lama Music enthält und um neues, unveröffentlichtes Material erweitert wurde.
Zahlreiche persönliche und künstlerische Gegenstände wurden aufbewahrt, darunter Instrumente, Kostüme ihrer Auftritte und mehrere ihrer Gemälde, wie die Illustrationen für ihr Album Un ramito de violetas. Einige dieser Objekte wurden 2011 in der Galería de Arte Inés Barrenechea in Madrid ausgestellt.
Im Jahr 2017 brachte die Stadtverwaltung von Madrid eine Gedenktafel an ihrem Haus in der Avenida de Valladolid, 61 an.

## Diskografie
Studioalben
- Cecilia (1972) [LP]
- Cecilia 2 (1973) [LP]
- Un ramito de violetas (1975) [LP]

Kompilationen
- Amor de medianoche (1975) [LP]
- Canciones inéditas (1983) [LP]
- 20 Grandes canciones (1990) [LP/CD]
- Desde que tú te has ido (1996) [CD]
- Un millón de sueños (2006) [CD]
- Cecilia: Inédita en concierto (2011) [LP]
- Mi Muñeca (2012) [LP]
- Esencial Cecilia (2012) [CD]
- Diálogos (2013) [CD]
- Todo Cecilia (2016) [CD]

Singles
Insgesamt dreizehn Singles, eine EP und eine CD-Single wurden von Cecilia veröffentlicht. Zehn davon wurden zu ihren Lebzeiten veröffentlicht; die letzten drei, die EP und die CD-Single, sind posthum erschienen. Von den darin enthaltenen Liedern waren sechs auf Platz 1 in Spanien (mit * gekennzeichnet): 
- 1971: Mañana / Reuníos
- 1972: Fui / Dama, dama*
- 1972: Nada de nada* / Mi gata luna
- 1973: Andar* / Me quedaré soltera
- 1973: Canción de amor / Un millón de sueños
- 1974: Un ramito de violetas* / La primera comunión
- 1975: Mi querida España* / Esta Tierra
- 1975: Amor de medianoche* / Decir adiós
- 1976: A million reasons / Come the wind (nur in den Vereinigten Staaten)
- 1976: Tú y yo / Una guerra
- 1977: El viaje / Lluvia
- 1983: Doña Estefaldina / Nana del prisionero
- 1983: El Juego de la vida / Lady in the limousine
- 1990: Nada de nada / Dama, dama / Mi querida España / Un ramito de violetas [EP]
- 1996: Desde que tú te has ido [CD]